# Campionati asiatici di badminton 2012
I Campionati asiatici di badminton 2012 si sono svolti a Qingdao, in Cina. È stata la 31ª edizione del torneo, organizzato dalla Badminton Asia.

## Podi
| Evento              | Oro                     | Argento                        | Bronzo                    |
| Singolare maschile  | Chen Jin                | Du Pengyu                      | Lin Dan                   |
| Singolare maschile  | Chen Jin                | Du Pengyu                      | Chen Long                 |
| Singolare femminile | Li Xuerui               | Wang Yihan                     | Wang Shixian              |
| Singolare femminile | Li Xuerui               | Wang Yihan                     | Chen Xiaojia              |
| Doppio maschile     | Kim Ki-jung Kim Sa-rang | Hiroyuki Endo Kenichi Hayakawa | Chai Biao Guo Zhendong    |
| Doppio maschile     | Kim Ki-jung Kim Sa-rang | Hiroyuki Endo Kenichi Hayakawa | Hong Wei Shen Ye          |
| Doppio femminile    | Tian Qing Zhao Yunlei   | Bao Yixin Zhong Qianxin        | Cheng Shu Pan Pan         |
| Doppio femminile    | Tian Qing Zhao Yunlei   | Bao Yixin Zhong Qianxin        | Shizuka Matsuo Mami Naito |
| Doppio misto        | Zhang Nan Zhao Yunlei   | Xu Chen Ma Jin                 | Kim Sa-rang Choi Hye-in   |
| Doppio misto        | Zhang Nan Zhao Yunlei   | Xu Chen Ma Jin                 | Kang Ji-wook Eom Hye-won  |